# 聖彼得堡愛樂交響樂團

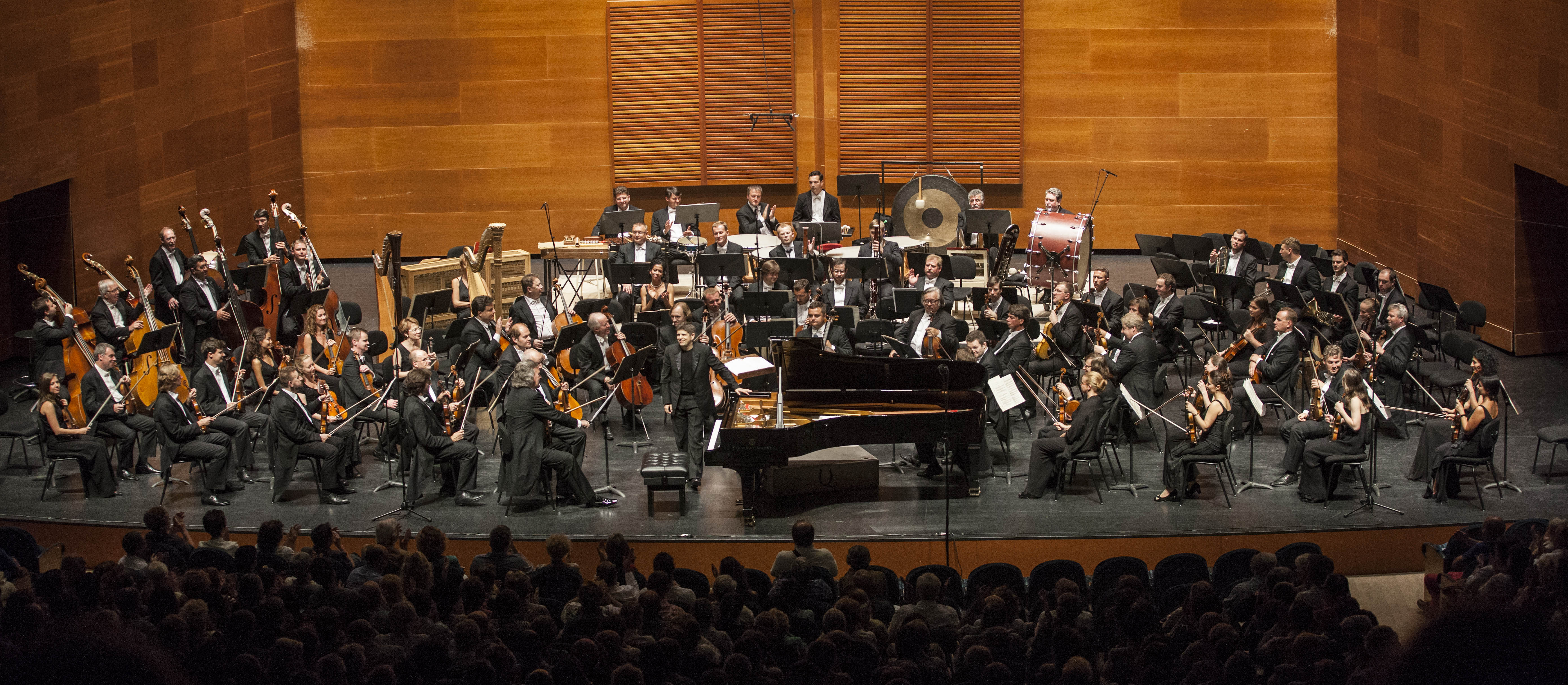

聖彼得堡愛樂交響樂團（俄语：Симфонический оркестр Санкт-Петербургской филармонии）成立於1882年，是俄羅斯最古老的管弦樂團。
成立之初名為「帝國音樂合唱團」，屬於亞歷山大三世的宮廷樂團。1900年代起，樂團開始在聖彼得堡愛樂協會等地方演出。理查德·施特劳斯曾於1912年指揮該團。
1917年俄國革命後，樂團由該團成員掌控，並將團名改為「彼得格勒國立愛樂樂團」。1920年代起，樂團開始接受國家的資源，並逐漸在國際上被認可為優秀樂團。而在同一時期，樂團的客席指揮包含了布魯諾·瓦爾特、恩奈斯特·安塞美以及漢斯·克納佩茨布施。在蘇聯的建立者列寧去世後三天，「彼得格勒」改名為「列寧格勒」，因此樂團也改名為「列寧格勒愛樂交響樂團」。
樂團在葉夫根尼·穆拉文斯基擔任指揮的時期，建立起了最佳名聲。雖然當時樂團很少前往西方世界做巡迴演出，但在姆拉溫斯基的指揮下的錄音室和現場錄音，成了世人認識它們的管道。德米特里·肖斯塔科维奇的七首交響曲也是在姆拉溫斯基的指揮下做了世界首演。
1991年，隨著列寧格勒復名為聖彼得堡，樂團也改稱為「聖彼得堡愛樂交響樂團」。今天，樂團在指揮家尤里·捷米爾卡諾夫的帶領下，仍為世界頂尖的管弦樂團之一。

## 历任首席指挥
- 赫尔曼·弗利格（英语：Hermann Fliege）（1882–1907）
- 雨果·沃利奇（俄语：Варлих, Гуго Иванович）（1907–1917）
- 谢尔盖·库塞维兹基（1917–1920）
- 埃米尔·库珀（英语：Emil Cooper）（1920–1923）
- 瓦列里·别尔嘉耶夫（俄语：Бердяев, Валериан Валерианович）（1924–1926）
- 尼古拉·馬爾科（英语：Nikolai Malko）（1926–1930）
- 亚历山大·高克（1930–1934）
- 弗里茨·斯蒂德利（英语：Fritz Stiedry）（1934–1937）
- 葉夫根尼·穆拉文斯基（1938–1988）
- 尤里·捷米爾卡諾夫（1988–）

## 外部連結
- 官方网站
- 聖彼得堡愛樂交響樂團在Allmusic上的頁面